# Halsteadium
Halsteadium is een geslacht van vliesvleugeligen uit de familie bronswespen (Chalcididae). De wetenschappelijke naam van dit geslacht is voor het eerst geldig gepubliceerd in 1992 door Boucek.

## Soorten
Het geslacht Halsteadium omvat de volgende soorten:
- Halsteadium alterum Boucek, 1992
- Halsteadium petiolatum Boucek, 1992